# Église Sainte-Alexandra de Mouromtsevo

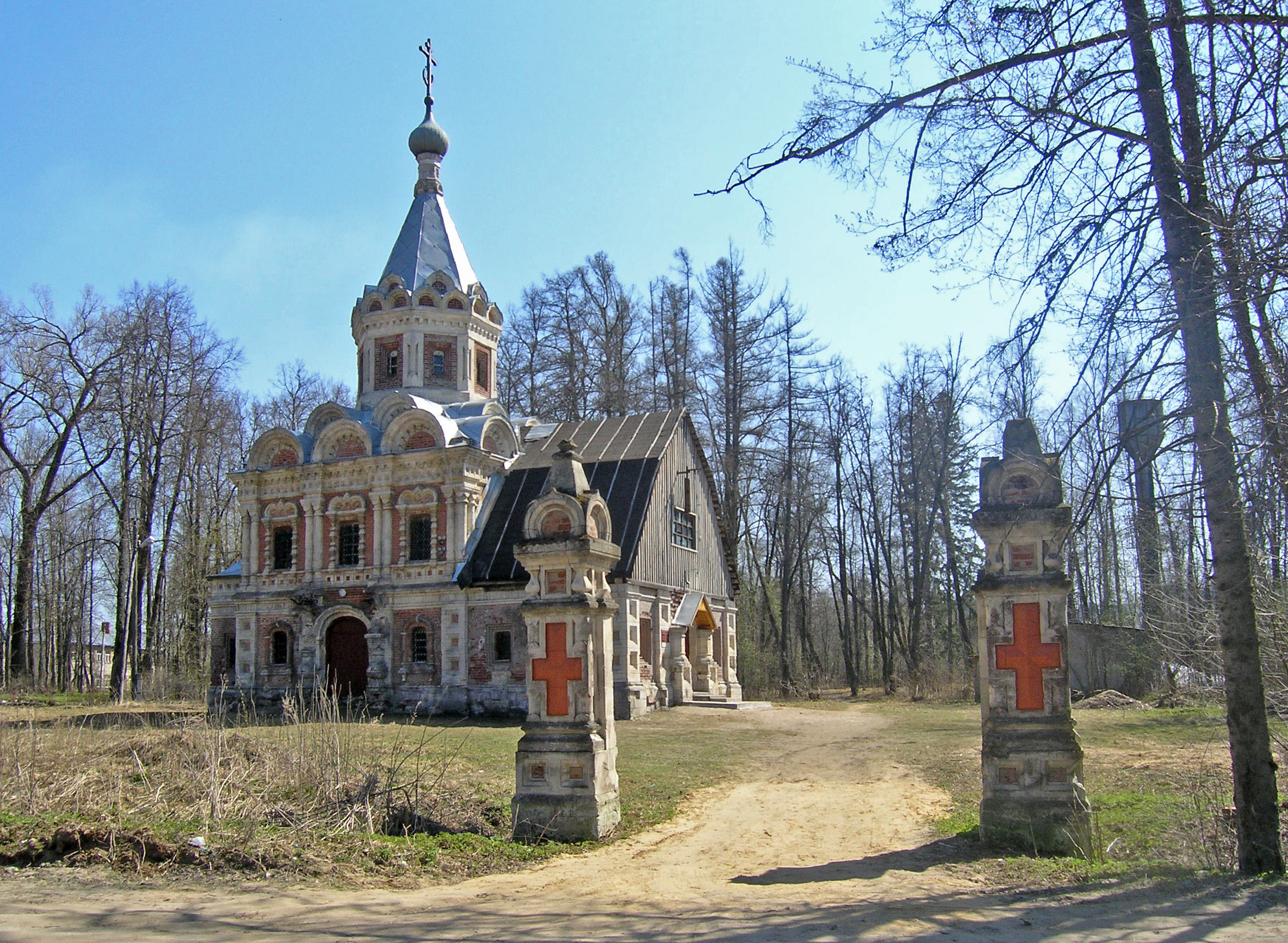
l'église en 2009

L'église Sainte-Alexandra de Mouromtsevo (nom complet : église de la Sainte-Martyre Alexandra de Mouromtsevo) (en russe : xрам святой мученицы царицы Александры в Муромцеве ou церковь Александры Римской (Муромцево)), est une église orthodoxe du diocèse de Soudogda dans le village de Mouromtsevo dans l'éparchie de Vladimir et Souzdal. Elle se situe à quarante kilomètres au sud-est de la ville de Vladimir en Russie. Elle est dédiée à la martyre sainte Alexandra de Rome.

## Histoire

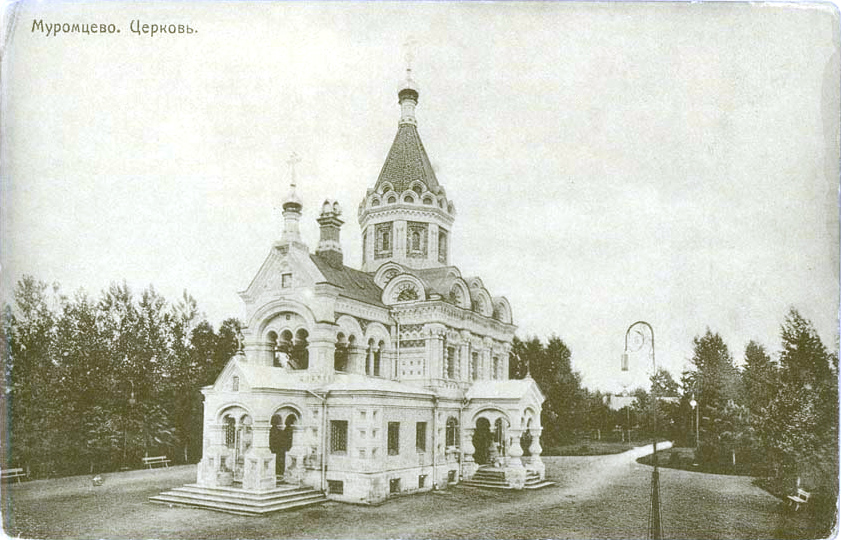

L'église Sainte-Alexandra a été construite en quatre ans par le colonel, chambellan, comte Vladimir Semionovitch Khrapovitski (1858-1922). Elle est consacrée en 1899 le jour de l'anniversaire de Vladimir Ier. Les peintures murales et les icônes de l'église ont été réalisées par le peintre Victor Vasnetsov.
Un autel y est dédié à Alexandra de Rome. L'église dépend de la cathédrale de Soudogda et le clergé de cette dernière y officie.
Après 1917, l'église fut fermée au culte et devint un dépôt pour un sovkhoze local.
Après la Seconde Guerre mondiale, un dépôt de carburant est installé dans le bâtiment. Les murs et le sol en restent imprégnés de graisse et d'essence.
À la fin 1995, l'église est rouverte et en janvier 1996, l'autorisation de la restaurer est obtenue par l'éparchie. Les travaux sont réalisés, mais lentement vu le manque de moyens.
Depuis 2001, des cours de catéchisme pour les enfants y ont lieu le dimanche.

## Coordonnées

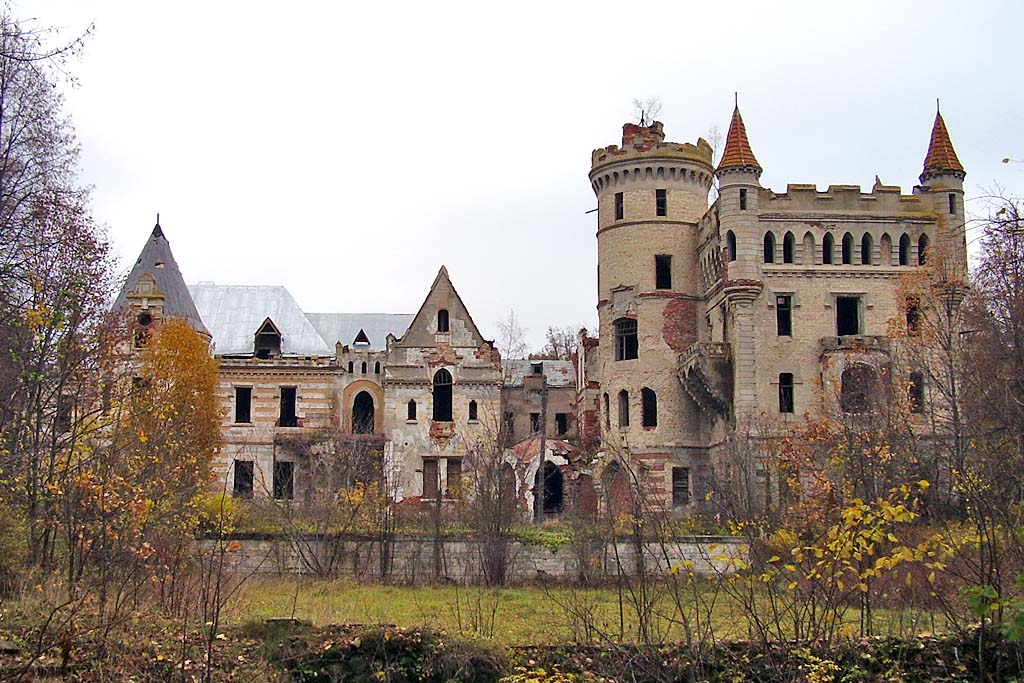
château de Mouromtsevo du comte Khrapovitski

L'église se trouve à Mouromtsevo, au nord et à proximité du château de Mouromtsevo construit pour le comte Khrapovitski, avec comme architecte Piotr Boïtsov et à l'est des écuries du domaine.
Coordonnées: 55.931654°N 40.903859°E